# 龙桥路站
龙桥路站位于中国四川省成都市双流区，是成都地铁3号线和19号线的一座车站，于2018年12月26日随3号线启用，19号线于2023年11月28日启用。

## 车站概要
本站位于双楠大道龙桥北路口。因位于龙桥路而得名。正式命名前曾使用工程名为“龙桥站”。

## 车站结构
3号线龙桥路站为地下二层2面2线118米长11米宽岛式站台车站。车站长度476.347米，标准段宽度19.9米，基坑深度17.21米，总建筑面积24879.8平方米。设置4个出入口，2组风亭。初步设计修编阶段较工可阶段，车站西移约15m。施工方法为明挖顺做法。

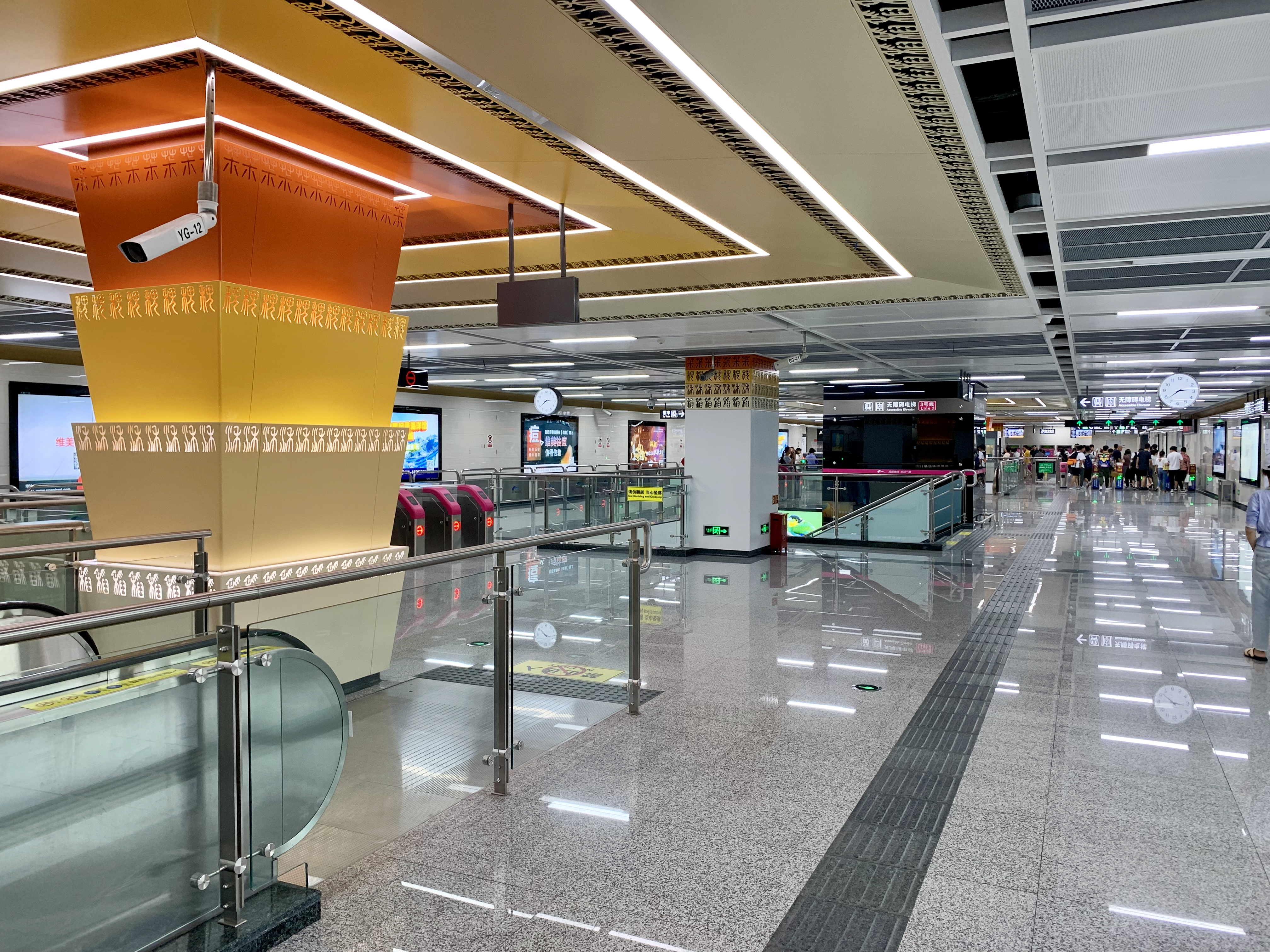
站厅层
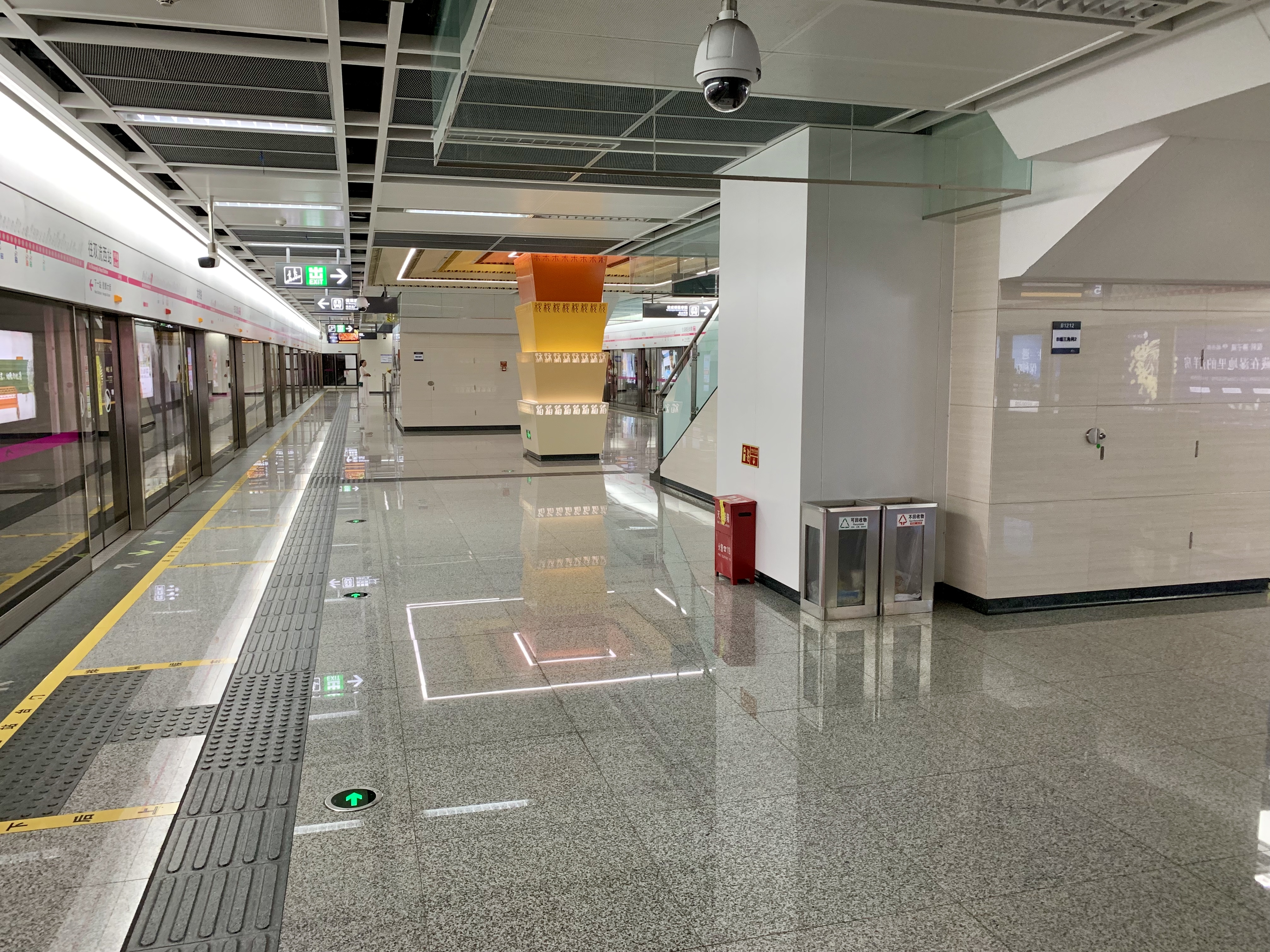
站台层

19号线站厅北侧设有卫生间和母婴室。
|                                  |  | 3号线往成都医学院（双凤桥） |
| 島式 · 開左邊车门 · 无障碍卫生间 |  |                             |
|                                  |  | 3号线往双流西站（航都大街） |

|                                  |  | 19号线往金星（九江北）                  |
| 島式 · 開左邊车门 · 无障碍卫生间 |  |                                         |
|                                  |  | 19号线往天府机场北（双流机场2航站楼东） |

- 站厅层
- 站台层

## 内装与公共艺术
本站是3号线二三期5座艺术站之一。

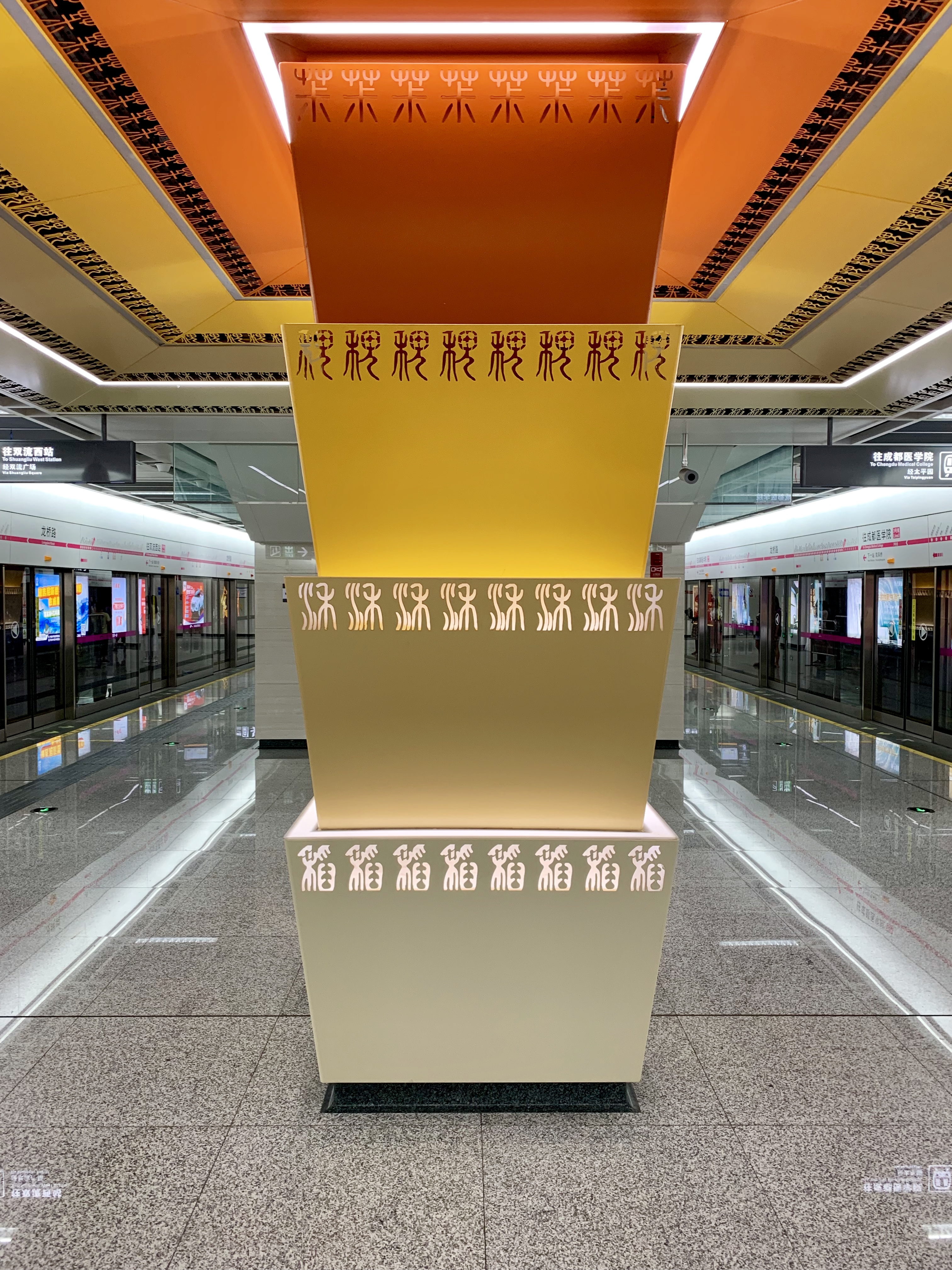
以“四谷”为元素设计的站台立柱

本站设计灵感来自四川盆地传统上出产的五谷中的四谷。立柱的橙、黄、米、白四色及其上字符照应稻、黍、稷、菽四种粮食，象征四川农耕收获的景象，寓意天府之国物产丰饶。

## 出入口
本站目前开放5个出入口。
|                 |              |                  |      |
|                 |              |                  |      |
| 编号            | 设施         | 指示             | 照片 |
| 连通 3号线站厅  |              |                  |      |
|                 | 无障碍电梯   | 双楠大道         |      |
| 出口 · D        |              | 双楠大道         |      |
| 出口 · F        | 无障碍卫生间 | 双楠大道         |      |
| 连通 19号线站厅 |              |                  |      |
| 出口 · H        | 无障碍电梯   | 西航港大道中一段 |      |
| 出口 · K        | 无障碍电梯   | 西航港大道中一段 |      |

## 历史
- 2016年4月26日，3号线车站主体结构施工。[5]
- 2017年4月18日，3号线车站主体结构封顶。[6]
- 2018年12月26日，3号线车站启用。
- 2020年11月11日，19号线车站主体结构施工。[7]
- 2021年10月19日，19号线车站主体结构封顶。[8]
- 2023年11月28日，19号线车站启用。